# Angelino Fons Fernández
Angelino Fons Fernández (6 de març de 1936 – 7 de juny de 2011) va ser un guionista i director de cinema espanyol.

## Biografia
Va néixer en Madrid el 6 de març de 1936, alguns mesos abans de l'inici de la Guerra Civil Espanyola. Es va criar entre Oriola i Múrcia on es va desplaçar amb la seva família en 1940. Allí va estudiar al col·legi de jesuïtes de Sant Domènec d'Oriola, Alacant. Va iniciar estudis de Filosofia i Lletres a la Universitat de Múrcia i va dirigir el cinema-club d'aquesta ciutat. Posteriorment va tornar a Madrid alternant els seus estudis de Romàniques amb els de direcció de cinema en l'Institut d'Investigacions i Experiències Cinematogràfiques (IIEC). Després de deixar els seus estudis universitaris va continuar en l'acabada de formar Escola Oficial de Cinemamatografía diplomant-se en 1963, amb un treball titulat A este lado del muro basat en la novel·la Las afueras de Luis Goytisolo A causa de la seva bona relació amb Carlos Saura durant la primera dècada d'aquest com a director, Fons col·labora en l'elaboració dels guions en els primers anys de 1960, apareixent en els crèdits de La caza (1966), Peppermint frappé (1967) i Stress es tres tres (1968) així com a Amador (1966).
Fons va fers el seu debut cinematogràfic en 1966 amb La busca, una adaptació moderna de la novel·la escrita per Pío Baroja, amb un marcat sentit del realisme crític reminiscent de La tía Tula de Miguel Picazo. La pel·lícula va tenir un bon acolliment i va ser per a la crítica, durant diversos anys, la jove promesa entre els nous directors del nou cinema espanyol de la segona meitat de la dècada de els seixanta. La busca va ser seguida dos anys més tard pel mediocre musical Cantando a la vida (1968).
En 1969, Fons va començar a col·laborar amb el productor Emiliano Piedra, dirigint una no gaire afortunada adaptació de la novel·la de Benito Pérez Galdós Fortunata y Jacinta (1969) amb la dona del productor, Emma Penella com a protagonista. Aquesta pel·lícula fou seguida de La primera entrega (1971), amb la qual no va obtenir una bona crítica. Fons va dirigir una altra adaptació d'una novel·la de Benito Pérez Galdos a l'any següent, Marianela (1972), però no va aconseguir tampoc un bon acolliment entre el públic i la crítica, el confirmava la dissipació del gran èxit collit en el primer llargmetratge. Posteriorment, en col·laboració amb Carmen Martín Gaite, va adaptar una de les seves històries Emilia... parada y fonda (1976), amb el guió realitzat per la mateixa escriptora, no va ajudar massa la caiguda contínua de la carrera de Fons. A l'inici dels anys 80, Angelino Fons va dirigir El Cid Cabreador (1983), una producció còmica, amb tints eròtics i de poc pressupost. Finalment va deixar la seva carrera de director a la fi dels anys 1980.
Va morir el 7 de juny de 2011 a causa de problemes cardíacs.

## Premis
Medalles del Cercle d'Escriptors Cinematogràfics
| Any  | Categoria       | Pel·lícula        | Resultat  |
| ---- | --------------- | ----------------- | --------- |
| 1966 | Millor director | La busca          | Guanyador |
| 1967 | Millor guió     | Peppermint frappé | Guanyador |

## Obra

### Cinema
- La busca (1966)
- Cantando a la vida (1968)
- Fortunata y Jacinta (1970)
- La primera entrega (1971)
- Marianela (1972)
- Mi hijo no es lo que parece (1973)
- Separación matrimonial (1973), amb guió de Carlos Pumares.
- La casa (1974)
- De profesión: polígamo (1975)
- Emilia... parada y fonda (1976)
- Esposa y amante (1977)
- Mar brava (1982)
- El Cid Cabreador (1983)

### Televisió
- «El crimen de la calle Fuencarral» (1985), episodi de La huella del crimen
- Las rejas las veis vosotros (1987)
- Una cana al aire (1987)
- La joya del Paralelo (1990)
- El nacimiento de Alexis (1989)
- Un negocio familiar (1991)